# Amper-Überführungskanal
Der Amper-Überführungskanal entsteht als Ableitung eines Wehres der Amper bei Unterreit bei Moosburg an der Isar.
Der gut 2 km lange Kanal verläuft rechts der Amper und links der Isar.
Der mehr als 100 Jahre alte Kanal, der heute den Stadtwerken München gehört, wurde angelegt um die Uppenbornwerke zu versorgen. Mittlerweile findet sich im Kanal die Bachmuschel.